# Emile Berliner
Emile Berliner (20. květen 1851 Hannover – 3. srpen 1929 Washington, D.C.) byl v Německu narozený americký vynálezce židovského původu. V roce 1870 se přestěhoval z Německa do Spojených států, do Washingtonu D.C. Americké občanství získal v roce 1881. Do Evropy se vracel zpeněžit některé ze svých nejslibnějších vynálezů – mezi nejznámější patřil mikrofon (1877) a gramofon (1887). Žil a podnikal střídavě v USA, Německu, ve Velké Británii a v Kanadě.

## Život
Jeho otec byl obchodník. Měl dvanáct sourozenců, dva z nich ještě v dětství zemřeli. Po střední škole (Samsonschule ve Wolfenbüttelu) začal pracovat v otcově obchodě. Brzy však odešel do Spojených států amerických (1870), možná proto, aby se vyhnul narukování do prusko-francouzské války. Namísto křestního jména Emil užíval v USA jméno Emile. Nejprve žil ve Washingtonu, později v New Yorku, kde získal místo v laboratoři Constantina Fahlberga, objevitele sacharinu. Fahlberg ho zcela nadchl pro vědu, spolu s dobovou atmosférou, která senzačními zprávami o nových vynálezech doslova přetékala. Jedním z nich byl i Bellův telefon. Když ho Berliner prozkoumal, zklamalo ho, jak málo je slyšet hlas z druhé strany přístroje. Sestrojil tedy přístroj, jenž nazval „volný kontaktní vysílač“. To byl jeho první velký vynález – dnes známý jako mikrofon.
Berliner žádal podíl na patentu telefonu. Ten nevysoudil, ale Bellův kolega Thomas Watson Berlinera navštívil, aby si mikrofon prohlédl – byl nadšený a nabídl mu místo v Bellových laboratořích. Berliner přijal a Bellova firma v roce 1877 patent mikrofonu zaregistrovaný odkoupila za 50 000 dolarů. Tím mohl přístroj nastoupit své vítězné tažení světem (a Berliner se stal ekonomicky nezávislým).
Z Bellovy firmy Berliner odešel v roce 1884. Přesídlil zpět do Washingtonu a zde založil firmu vlastní. Věřil, že má s čím prorazit: sestrojil první gramofon a gramofonovou desku. Patent získal roku 29. září 1887 ve Washingtonu a 8. listopadu 1887 v Německu (Kaiserlichen Patentamt). První desky vyráběl ze skla. Později přešel na zinek. Průlomem byl nástup plastů. Berliner prokázal brzy i ryze obchodní talent. Navázal za účelem propagace gramofonu spolupráci se dvěma pěveckými hvězdami té doby, pěvkyní Nellie Melbou a hlavně nejslavnějším tenorem Enricem Carusem. V roce 1898 prodal více než sedm set tisíc desek. Dobře pracoval i s konceptem značky. Když Berliner a Elridge Johnson založili v roce 1901 Victor Talking Machine Company, stal se její obchodní značkou Little Nipper – pejsek, na kterého z gramofonu promlouvá jeho pán. I tuto značku a nápisem His Master’s Voice („hlas jeho pána“, „pánův hlas“) si Berliner nechal patentovat. Svůj podíl Berliner později odprodal – v USA jeho jméno z hudebního průmyslu postupně zmizelo a bylo nahrazeno jmény Victor a Victrola.
Protože Berlinera lákalo letectví, zdokonalil letecký motor, sestrojil rotační letecký motor „Gyro“ (používal jej mj. Lincoln Beachey). Se synem Henrym Berlinerem sestrojil vrtulník, který se prvně vznesl roku 1919. V roce 1924 postavil se synem vrtulník, který byl nejvýkonnějším vrtulníkem v USA do roku 1939 (vystřídal jej Sikorského vrtulník VS-300). Model vrtulníku je umístěn v College Park Aviation Museum v Marylandu. V roce 1909 založil Emil Berliner ve Washingtonu společnost na výrobu leteckých rotačních motorů Gyro Motor Company, která vyráběla přibližně do roku 1926.